# ダブルアーム・スープレックス
ダブルアーム・スープレックス（Doublearm Suplex）は、プロレス技の一種である。バタフライ・スープレックス（Butterfly Suplex）とも呼ばれている。日本名は人間風車（にんげんふうしゃ）。

## かけ方
前屈みの相手の前に立った体勢から相手の両腕をリバース・フルネルソン（相手の両腕を背面に「く」の字になるように自分の腕を絡めて曲げる）にとり、やや腰を落とした後、相手を持ち上げながら後方へ反り返り、相手を背面から後方に叩きつける。そのままブリッジを崩さずにフォールを奪うホールド式もある。
ヨーロピアンスタイルと呼ばれる本来の投げ方は、相手の上半身をリバース・フルネルソンの形で捕らえて完全に体をブリッジする寸前に両腕のクラッチを切って後方へと反り投げる。日本では後方へと反り投げる際の軌跡がまるで風車が回転するかのようであることから、人間風車（にんげんふうしゃ）と呼ばれることがある。ホールドした場合は人間風車固め（にんげんふうしゃがため）と呼ばれる。
アメリカンスタイルと呼ばれる投げ方は、相手の上半身をリバース・フルネルソンに捕らえて体をブリッジさせる際に両腕のクラッチを切って後方へと反り投げる。ブリッジをさせる際に左腕のクラッチを切って右腕のクラッチは完全に切らないで相手の左腕と交差させた状態で自身の体を180度左回転して後方へと投げる場合もある。軌跡が大きくなり、見栄えがするため、現在のプロレス界ではアメリカンスタイルが主流になっている。

## 創始者
ダブルアーム・スープレックスの原型は反り投げと言われるショルダー・スルーのような投げ技でギディオン・ギダが使用していた。ギダと一緒にサーキットしていたビル・ロビンソンが彼流にアレンジして開発したのがダブルアーム・スープレックスである。但し、ロビンソンは「ギディオン・ギダが五輪でもダブルアーム・スープレックスをきめている。実戦（レスリングや総合格闘技）でも使用可能」と説明している。
応用技として相手をコーナー最上段に座らせて自身もコーナー最上段もしくはセカンドロープに登って仕掛ける雪崩式がある。

## 主な使用者
ヨーロピアンスタイル
- ビル・ロビンソン - 深く腰を落として後方へと反り投げる。
- ワイルド・アンガス - ワイルド・スープレックスの名称で使用。
- トニー・セント・クレアー - ブリティッシュ・スープレックスの名称で使用。
- ダイナマイト・キッド
- ジョニー・スミス
- ローラン・ボック
- デイビーボーイ・スミス
- 渕正信

アメリカンスタイル
- ドリー・ファンク・ジュニア - テキサス・ブロンコ・スープレックスの名称で使用。
- テリー・ファンク- テキサス・ブロンコ・スープレックスの名称で使用。
- ボブ・バックランド
- ハクソー・ヒギンズ
- アントニオ猪木
- 藤原喜明
- ジャンボ鶴田
- 初代タイガーマスク
- 前田日明 - リバース・アームサルトの名称で使用。
- 西村修
- 安田忠夫
- 長与千種
- 鈴木秀樹

## 派生技

### ダブルアーム・スープレックス・ホールド
ダブルアーム・ホールド、バタフライ・スープレックス・ホールド、人間風車固め（にんげんふうしゃ がため）、風車固めなどとも呼ばれる。ヨーロピアンスタイルのダブルアーム・スープレックスで投げ、相手のリバース・フルネルソンのクラッチを離さず、投げたあとブリッジを維持しながら腕のクラッチもそのままの状態で、ピンフォールする。投げたあと、リバース・フルネルソンのクラッチ位置を相手の両肩がマットにつくように調整する必要がある。前田明がマスターした12種類のスープレックスの中では、リバース・アームサルトと呼ばれていた。
全盛期の渕正信やデイビーボーイ・スミスが得意とした。とくに渕はフィニッシュ技としても使用し、第10代世界ジュニア王者時代には、バックドロップや延髄斬りとともにメインのフィニッシュとしていた。

### 飛龍風車固め
藤波辰爾のオリジナル技。ヨーロッパスタイルで投げたあとにクラッチを解かず、ブリッジをした状態のままギブアップを奪う。

### 羽折式風車固め
大仁田厚が全日本プロレス時代、まだ膝を負傷する前に使用していたオリジナル技。藤波の飛龍風車固めに似ているが、アメリカンスタイルで投げたあと、相手を尻餅させた状態でクラッチを解かずにブリッジをしたままの状態でギブアップを奪う等、若干の違いがある。

### ロコモーション・ダブルアーム・スープレックス
ダブルアーム・スープレックスで相手を投げた後、ホールドを解かないまま起き上がりこぼし式で連続でリズミカルに投げる。ホールドしたまま繰り返し投げつけるため、相手は満足に受け身が取れない。長谷川咲恵が得意技としていた。